# Robbie Brenner
Robbie Brenner (1971) è una produttrice cinematografica statunitense, candidata a due Premi Oscar al miglior film.

## Biografia
Robbie Brenner ha frequentato l'Università di New York e successivamente ha lavorato alla Miramax per nove anni. Mentre lavorava alla Miramax, ha lavorato alla produzioni di alcuni film, tra cui Quando l'amore è magia - Serendipity, con John Cusack e Kate Beckinsale. Nel 2004, ha prodotto Haven, film con Orlando Bloom, Bill Paxton e Zoe Saldana. Successivamente, ha iniziato a lavorare presso la 20th Century Studios come vicepresidente senior del settore produzione dal 2005 al 2006. In seguito, ha lavorato con la Davis Entertainment, per la quale ha prodotto Aliens vs. Predator 2. Dal 2011 al 2015, è stata presidente di produzione alla Relativity Media. Nel 2014, è stata candidata al Premio Oscar al miglior film per Dallas Buyers Club. Nel 2013, ha prodotto Barbie, film tratto dall'omonima bambola, diretto da Greta Gerwig e con Margot Robbie e Ryan Golsing. Dallo stesso anno, è presidente della Mattel Films. 

## Filmografia
- Quando l'amore è magia - Serendipity (Serendipity), regia di Marc Klein (2001)
- On the Line, regia di Eric Bross (2001)
- Una hostess tra le nuvole (View from the Top), regia di Bruno Barreto (2003)
- Haven, regia di Frank E. Flowers (2004)
- Aliens vs. Predator 2 (Alien vs. Predator: Requiem), regia dei Fratelli Strause (2007)
- Sex List - Omicidio a tre (Deception), regia di Marc Langenegger (2008)
- A Perfect Getaway - Una perfetta via di fuga (A Perfect Getaway), regia di David Twohy (2009)
- Il mio angolo di paradiso (A Little Bit of Heaven), regia di Nicole Kassell (2011)
- Machine Gun Preacher, regia di Marc Forster (2011)
- Immortals, regia di Tarsem Singh (2011)
- Biancaneve (Mirror Mirror), regia di Tarsem Singh (2012)
- Vicino a te non ho paura (Safe Haven), regia di Lasse Hallström (2013)
- Un compleanno da leoni (21 & Over), regia di Jon Lucas e Scott Moore (2013)
- Escape Plan - Fuga dall'inferno (Escape Plan), regia di Mikael Håfström (2013)
- Dallas Buyers Club, regia di Jean-Marc Vallée (2013)
- Il fuoco della vendetta - Out of the Furnace (Out of the Furnace), regia di Scott Cooper (2013)
- Earth to Echo, regia di Dave Green (2014)
- The Best of Me - Il meglio di me (The Best of Me), Michael Hoffman (2014)
- The Disappointments Room, regia di D.J. Caruso (2016)
- Lo spazio che ci unisce (The Space Between Us), regia di Peter Chelsom (2017)
- The Tribes of Palos Verdes, regia di The Malloys (2017)
- Burden, regia di Andrew Heckler (2018)
- Escape Plan 2 - Ritorno all'inferno (Escape Plan 2: Hades), regia di Steven C. Miller (2018)
- Escape Plan 3 - L'ultima sfida (Escape Plan: The Extractors), regia di John Herzfeld (2019)
- I segreti della notte (The NIght Clerk), regia di Michael Cristofer (2020)
- Call Jane, regia di Phyllis Nagy (2022)
- The In Between - Non ti perderò (The In Between), regia di Arie Posin (2022)
- Barbie, regia di Greta Gerwig (2023)

## Riconoscimenti
- Premio Oscar
  - 2014 - Candidatura alla miglior film per Dallas Buyers Club[11]
  - 2024 - Candidatura al miglior film per Barbie